# Вовчанськ (станція)
Вовчáнськ — проміжна прикордонна  залізнична станція 3-го класу Куп'янської дирекції Південної залізниці на неелектрифікованій лінії Оливине — Огірцеве між станціями Білий Колодязь (8 км) та Огірцеве (4,4 км). Розташована в однойменному місті Чугуївського району Харківської області.

## Історичні відомості
Станція відкрита 1873 року як кінцева станція лінії Бєлгород — Вовчанськ казенної Курсько-Харківсько-Азовської залізниці.
У 1901 року ділянку залізниці подовжено до Куп'янська.
Наразі, в ході повномасштабного російського вторгнення в Україну та запеклих боїв за Вовчанськ, станція майже знищена російськими загарбниками.

## Пасажирське сполучення
20 січня 1992 року, відповідно з Наказом начальника Південної залізниці № 6/Н, всі підприємства, організації та установи, які територіально розташовані в Росії, були передані Бєлгородському відділенню Південно-Східної залізниці, яке вийшло зі складу Південної залізниці. Ділянка Приколотне — Вовчанськ увійшла до складу Куп'янської дирекції Південної залізниці.
До 1992 року лінією Бєлгород — Куп'янськ прямували пасажирські поїзди, які у 1992 році були замінені приміськими поїздами сполученням Бєлгород — Куп'янськ та Куп'янськ —Вовчанськ.
У 2014 році поїзд Бєлгород — Куп'янськ був скасований, залишивши російську частину лінії Куп'янськ — Бєлгород без пасажирського руху взагалі.
До 2022 року, внаслідок повномасштабного російського вторгнення в Україну, на дільниці Вовчанськ — Приколотне курсували 1 пара приміських поїздів та 2 пари рейкових автобусів.
Приміський рух здійснювався лише у напрямку Куп'янська, відтак для усіх приміських поїздів станція була кінцевою.

## Галерея

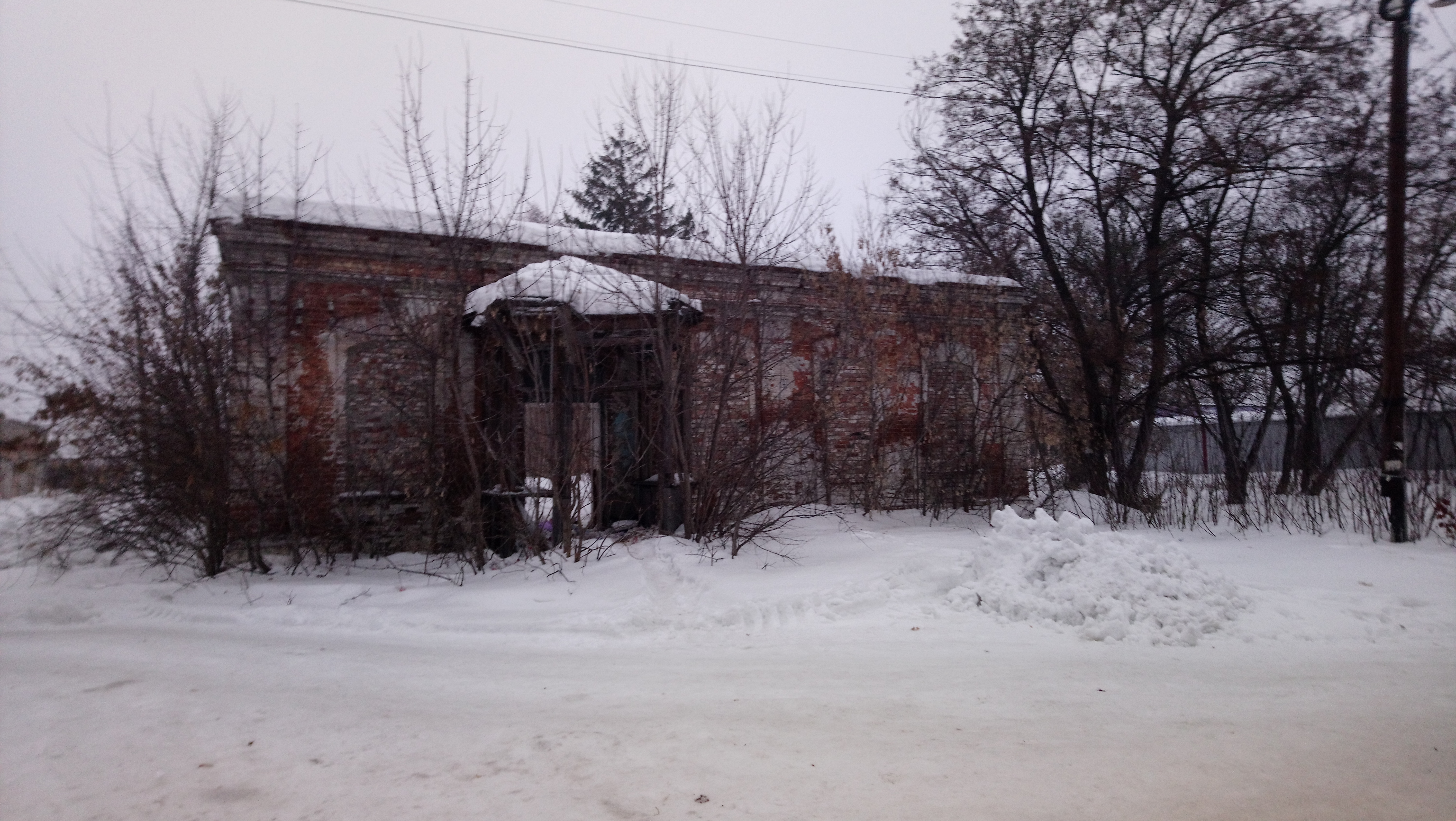
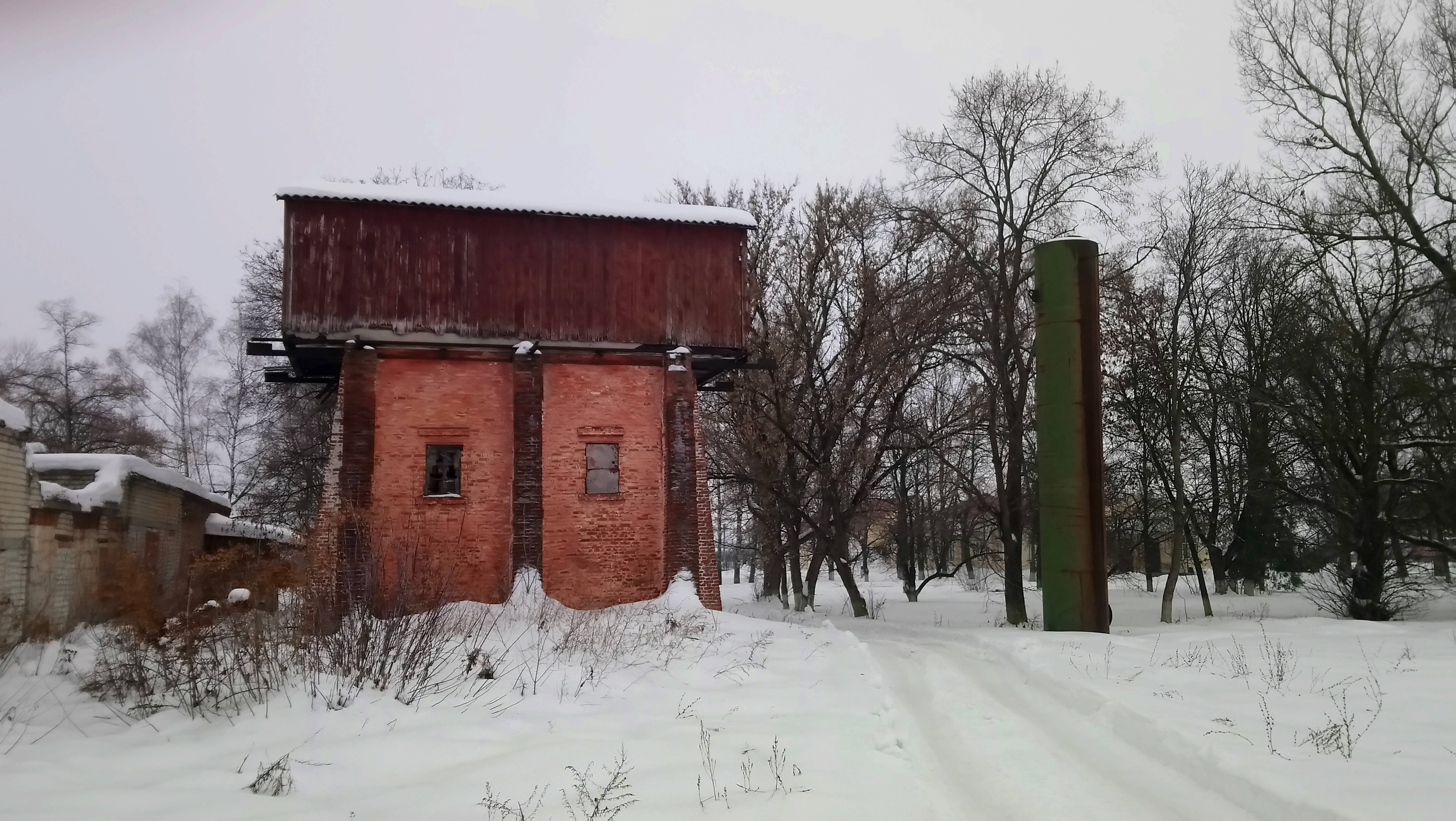
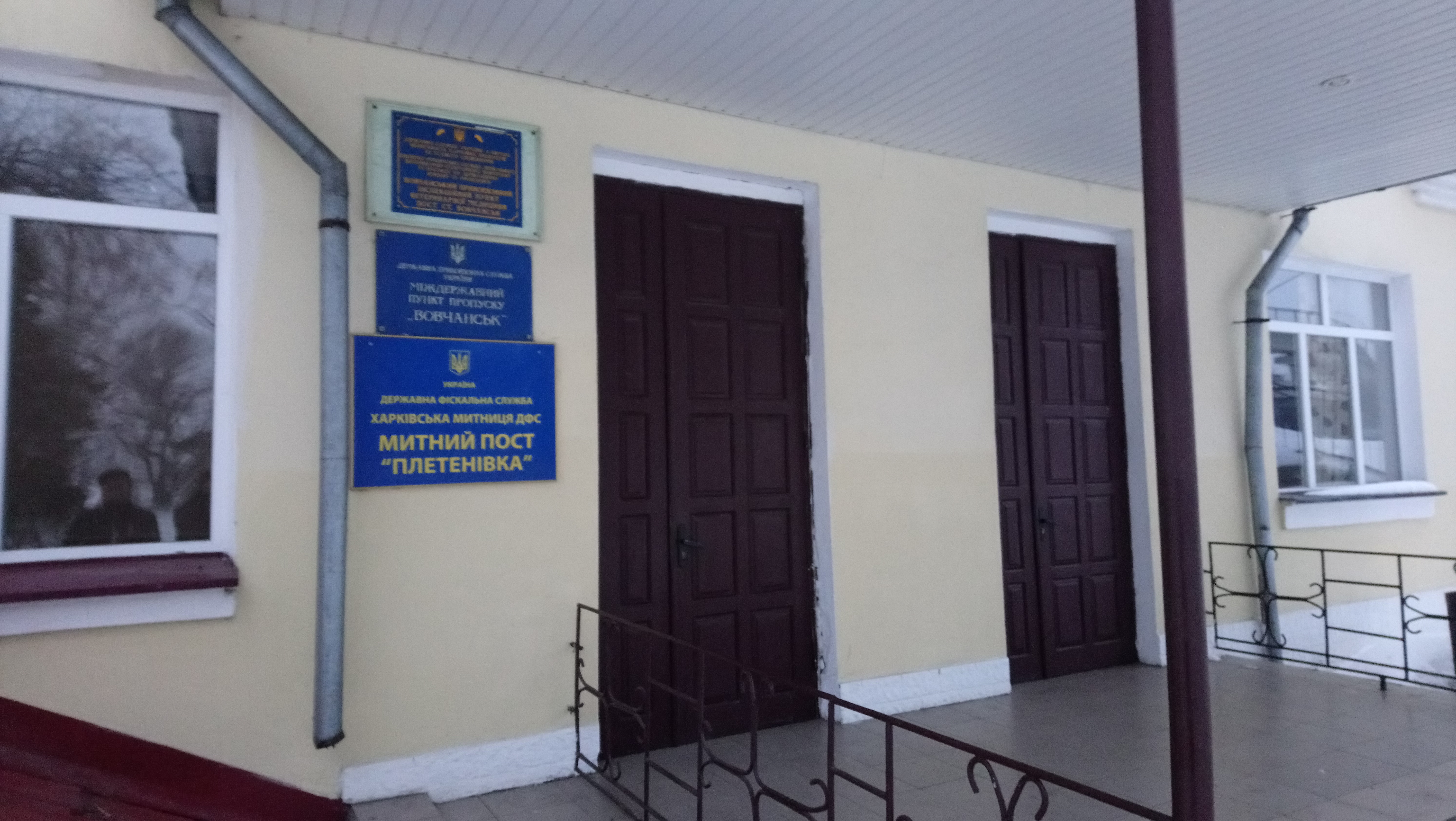

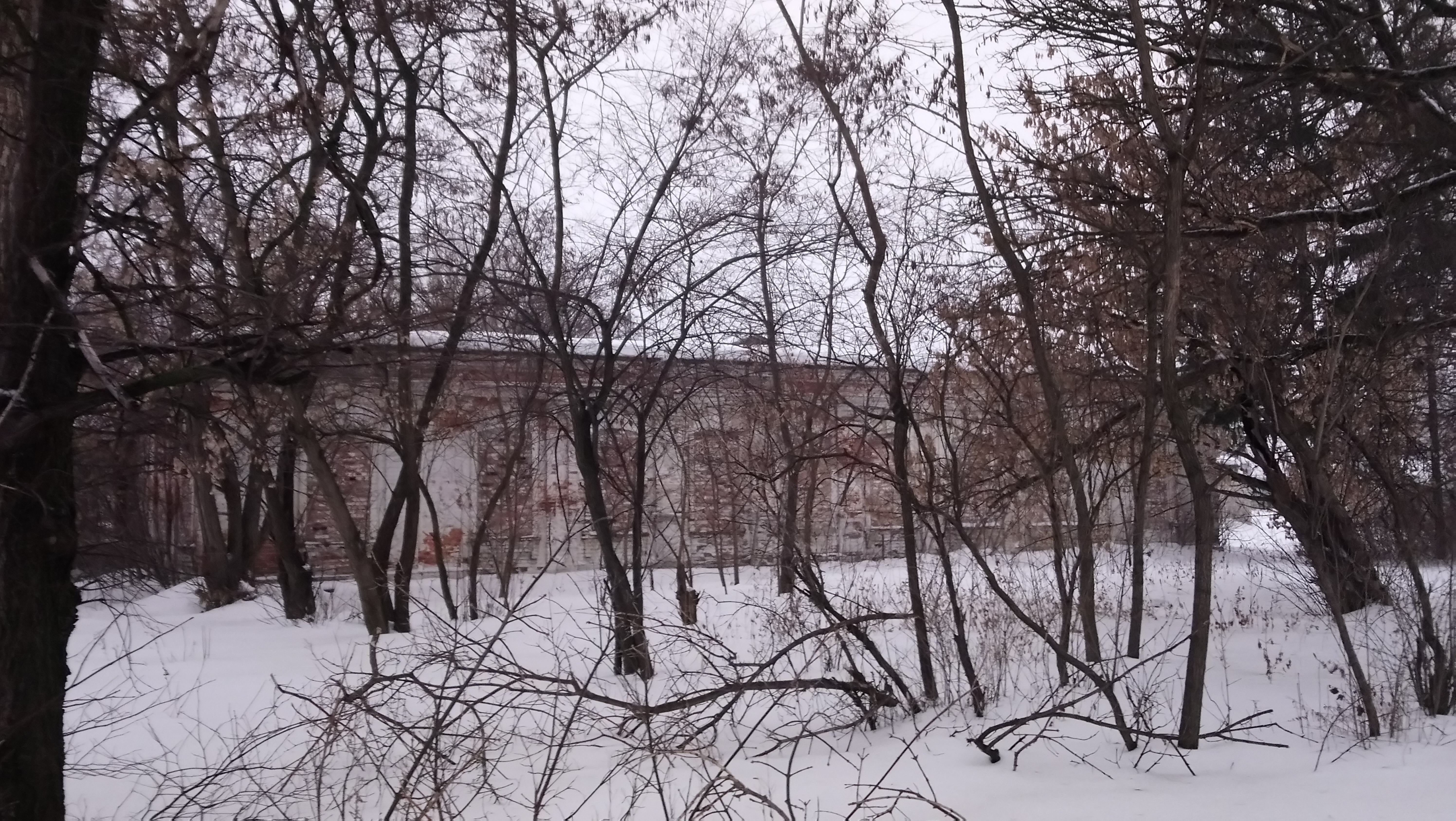

- Приміський поїзд № 963 сполученням Вовчанськ — Куп'янськ, далі прямував поїздом № 6554/6553 Куп'янськ — Харків